# Alpinia assimilis
Alpinia assimilis är en enhjärtbladig växtart som beskrevs av Henry Nicholas Ridley. Alpinia assimilis ingår i släktet Alpinia och familjen Zingiberaceae. Inga underarter finns listade i Catalogue of Life.